# Отчим
О́тчим — неродной отец, мужчина в семье, муж своей супруги в отношении к её детям, оставшимся от предшествующего брака (в российском законодательстве термин используется, но не имеет определения). По отношению к отчиму неродные дети именуются «пасынок» или «падчерица». Отчим — мужской синоним понятия «мачеха».
В случае, когда дети являются неродными для обоих родителей, чаще всего употребляют термин «приёмный родитель», либо просто «отец».
В законодательстве многих стран мира, включая Россию, отчим не обладает личными правами и обязанностями по отношению к пасынкам и падчерицам в том случае, если они не были им усыновлены или не стали его приёмными детьми. Все права и обязанности (уплата алиментов, содержание), если они не были ограничены судебным порядком, сохраняет биологический отец ребёнка. 